# Montanhas Iacupa
As montanhas Iacupa (em turco: Yakupağa Dağları) são uma cadeia de montanhas localizada na Turquia, na fronteira das províncias de Muxe e Bitlisse. São cercadas pelas montanhas Bilijane no oeste e pelo monte Supecane no leste. As montanhas Iacupa são vistas como uma extensão do Supecane. Dada sua presença na direção leste-oeste da bacia da planície de Manzicerta, não permite a passagem de massar de ar úmido que poderiam entrar pelo sul e, como resultado, a precipitação média anual nas localidades ao sul das Iacupa (Aquelate e Tatevane, por exemplo) é muito maior se comparado a Manzicerta.